# Демонізація ворога

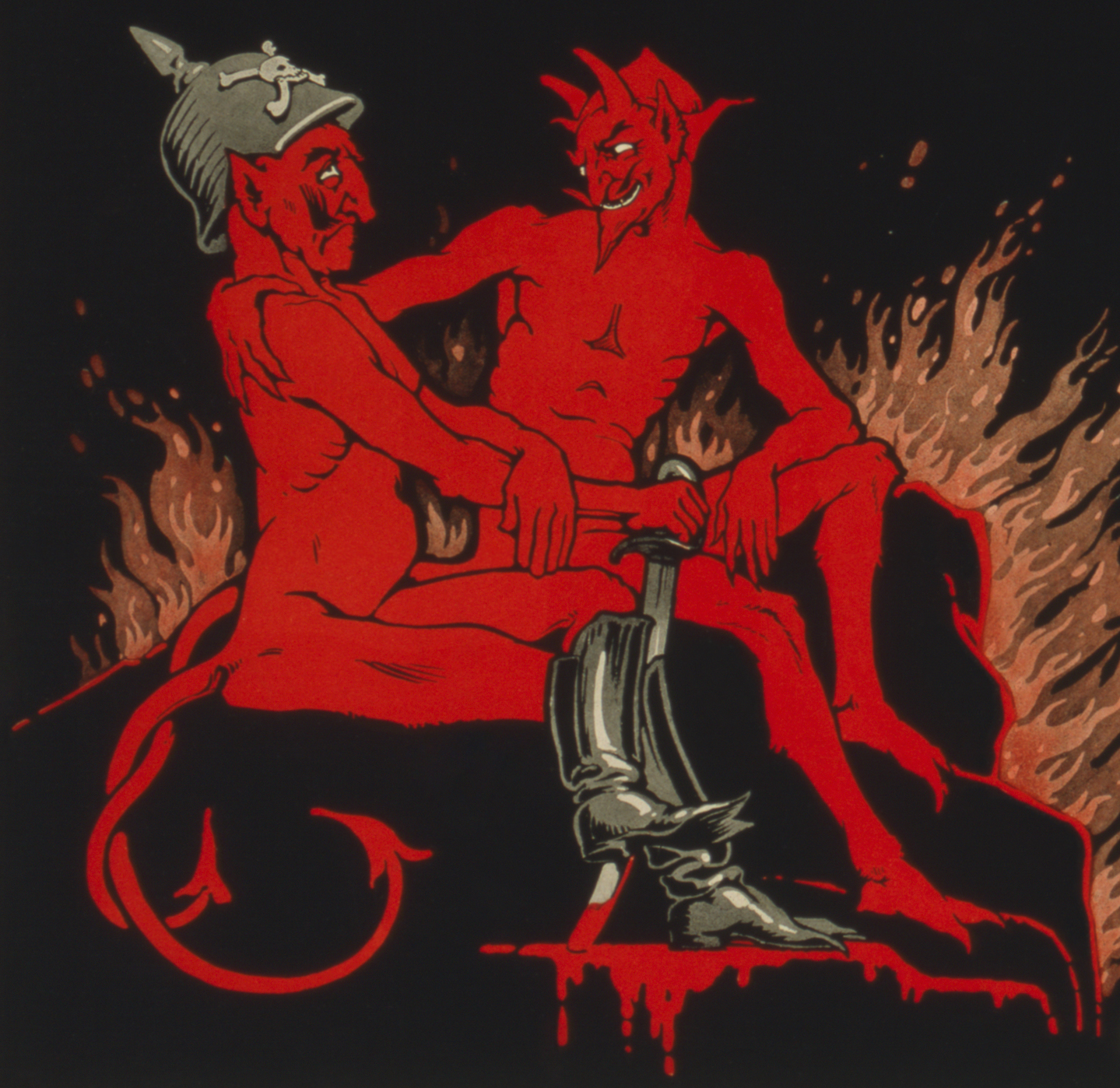
Кайзер Вільгельм II у подобі диявола на плакаті 1918 р.

Демонізація ворога або дегуманізація ворога — це метод пропаганди, яка просуває уявлення про ворога як загрозливого, злого агресора, що має лише руйнівні цілі. Демонізація — це найстаріший пропагандистський прийом, спрямований на викликання ненависті до ворога, необхідної для того, щоб легше завдати йому болю, зберегти та мобілізувати союзників та деморалізувати ворога.

## Основні критерії
Через часте зловживання терміном демонізація він позбавлений свого потенціалу для аналізу. Тому Юліус Бойкофф визначив чотири критерії демонізації ворога:
1. І ЗМІ, і держава використовують кадри, щоб відобразити невід'ємну природу так званого ворога переважно в моральному плані.
2. Характер супротивника зображений у маніхейській манері як добро проти зла.
3. Держава є джерелом такого демонологічного зображення.
4. Істотного зустрічного заклику з боку держави немає.

## Історія

«Знищи цього божевільного звіра», американський плакат 1917 р. проти мілітаризму Німеччини

Демонізація ворога регулярно проводилася протягом всієї історії. Фукідід записав приклади в Стародавній Греції.
Філіп Найтлі вважав, що демонізація ворога (спочатку лідерів ворогів, а потім і окремих ворогів) стала передбачуваною схемою, якої західні ЗМІ дотримувалися, а останньою стадією були звірства.
Під час Другої світової війни, Державний департамент США та інші державні установи Сполучених Штатів готували та розповсюджували пропагандистські документальні фільми, які містили демонізацію ворога та розмахування прапором після затвердження.

## Персоніфікація і демонізація
Демонізацію ворога може бути набагато легше провести, якщо ворога персоніфікувати в одній людині, як-от кайзер Вільгельм II, якого демонізували російські популярні ЗМІ під час Першої світової війни.

## Наслідки
Стратегія демонізації ворога неминуче веде до порочного кола звірств, що досліджували багато авторів, зокрема Карл фон Клаузевіц. Демонізація ворога унеможливлює дипломатичне вирішення проблеми і неминуче веде до війни або погіршення відносин. Зображення ворога як особливо злого викликає почуття, які полегшують вбивства.
Зображення свого ворога як демонічного часто призводило до того, що все населення чи політичний апарат, пов'язаний з ворожою групою чи лідером, ставились як однаково демонічні. Це також часто призводить до тенденції зводити складніші мотиви ворога до простого просування чистого зла.
Китайський революційний теоретик Мао Цзедун вважав, що демонізація самого себе ворогом — це добре. Він сказав: «Ще краще, якщо ворог нападе на нас дико і намалює нас як абсолютно чорних і без жодної чесноти; це демонструє, що ми не тільки провели чітку лінію розмежування між ворогом і собою, але й досягли багато чого в нашій роботі». (Бути атакованим ворогом — це не погано, а добре (26 травня 1939 р.))

## Приклади

### Друга світова війна
У своєму виступі 13 червня 1941 року в Штеттіні Генріх Гіммлер заявив:

Коли ви, друзі мої, боретеся на Сході, ви продовжуєте ту ж боротьбу проти того ж недолюдства, проти тих же нижчих рас, які колись виступали під ім'ям Гунни, пізніше — 1000 років тому за часів королів Генріха і Оттона I, — під ім'ям угорців, а згодом під ім'ям татар; потім вони з'явилися знову під ім'ям Чингісхана і монголів. Сьогодні вони називаються росіянами під політичним прапором більшовизма.

Для радянської пропаганди часів війни було властиво називати усіх німців вбивцями, метою яких було знищення народів СРСР, що ілюструється такими творами, як «Наука ненависті» Михайла Шолохова, «Убий його!» Костянтина Симонова і «Убий!» Іллі Еренбурга (рос. «Мы поняли: немцы не люди»).
Вінстон Черчилль, у одній зі своїх промов назвав німецький народ «злісними гунами, частину яких можна вилікувати, а інших — тільки вбити» (англ. malignant Huns, some of whom are curable and others killable), а у іншій промові назвав німецьку армію, що увійшла до СРСР, «гунською солдатнею, що рухається подібно рою сарани» (англ. the Hun soldiery, plodding on like a swarm of crawling locusts).

### Війна в Руанді
- Руандійська радіостанція «Вільне радіо і телебачення тисячі пагорбів» в 1993—1994 роках своїми передачами розпалювала міжнаціональну ворожнечу та ненависть у країні та сприяла геноциду[18].

### Російсько-грузинська війна
З 2006 року у РФ розпалювались антигрузинські настрої. За даними російського правозахисного центру Меморіал, станом на 2006 рік «громадяни Грузії або просто етнічні грузини підлягають незаконним масовим перевіркам дотримання режиму перебування» в Росії. Атмосферу страху перед грузинами в Росії «підкріплювала велика кількість антигрузинських матеріалів у ЗМІ, перш за все на телебаченні».

Особливо вони посилилися під час і після російсько-грузинської війни 2008 року. Грузинів стали називати «гризунами», наприклад у заяві Олексія Навального: